# José Taira
José Américo Taira Costa Pereira, noto semplicemente come José Taira (Lisbona, 18 novembre 1968), è un ex calciatore portoghese, di ruolo centrocampista.

## Biografia
È il padre del calciatore Afonso Taira.